# DMOZ

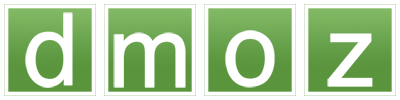

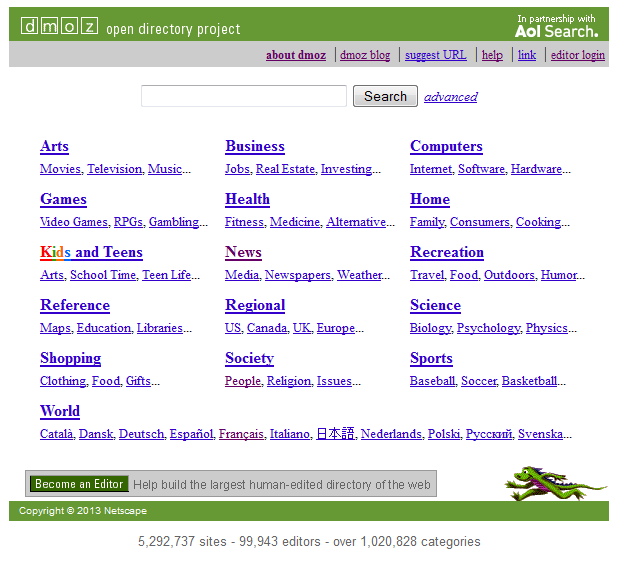

DMOZ (de Directory Mozilla) foi um projeto que contava com a colaboração de voluntários que editavam e categorizam páginas da internet. O site e a comunidade que o mantiveram também eram conhecidos como Open Directory Projet (ODP) (em português:  Projeto de Diretório Aberto). 
Qualquer pessoa podia sugerir páginas que podiam ser aprovadas ou não pelos editores. Qualquer pessoa podia também candidatar-se a editor do DMOZ, preenchendo um formulário com as informações pessoais e que deverá ser aprovado por um editor meta.
O serviço foi encerrado em 14 de março de 2017.